# البوهایراه، هدهراموت
ال-بوهایراه، هدهراموت یک منطقهٔ مسکونی در یمن است که در استان حضرموت واقع شده‌است.